# Milan Menten
Milan Menten (Bilzen, 31 oktober 1996) is een Belgisch wielrenner die anno 2023 rijdt voor Lotto-Dstny.

## Carrière
Als junior werd Menten in 2013 onder meer achtste in La Philippe Gilbert, tweede in de Omloop Mandel-Leie-Schelde en derde in het eindklassement van de Keizer der Juniores. Een jaar later won hij de laatste etappe in de Trofeo Karlsberg.
In 2016 was Menten dicht bij zijn eerste UCI-zege bij de eliterenners: in de vijfde etappe van de Ronde van Bretagne was alleen Boris Vallée sneller in de massasprint. Later dat jaar werd hij onder meer vierde in de proloog van de Ronde van Slowakije en vierde in de Grote Prijs Stad Sint-Niklaas. In april 2017 was Menten wederom dicht bij zijn eerste elitezege, maar ditmaal was enkel Jasper Philipsen sneller in de tweede etappe van de Triptyque des Monts et Châteaux. In augustus was hij, samen met zijn ploeggenoten, de snelste in de openingsploegentijdrit van de Ronde van Zuid-Bohemen. In de beloftenversie van Parijs-Tours, in oktober, was wederom enkel Philipsen sneller.
In 2018 werd Menten prof bij Sport Vlaanderen-Baloise.

## Overwinningen
2014
3e etappe Trofeo Karlsberg
2017
1e etappe Ronde van Zuid-Bohemen (ploegentijdrit)
2018
GP Briek Schotte
2021
3e etappe CRO Race
2022
Grote Prijs van Lillers
2023
Le Samyn
2024
Kortemark Koerse

## Resultaten in voornaamste wedstrijden
| Jaar | Ronde van Italië | Ronde van Frankrijk | Ronde van Spanje |
| ---- | ---------------- | ------------------- | ---------------- |
| 2018 |                  |                     |                  |
| 2019 |                  |                     |                  |
| 2020 |                  |                     |                  |
| 2021 |                  |                     |                  |
| 2022 |                  |                     |                  |
| 2023 |                  |                     | 142e             |

| Jaar | Gent-Wevelgem | Ronde van Vlaanderen | Parijs-Roubaix | Amstel Gold Race | Parijs-Tours |
| ---- | ------------- | -------------------- | -------------- | ---------------- | ------------ |
| 2018 |               |                      |                |                  | 61e          |
| 2019 | opgave        |                      |                |                  |              |
| 2020 |               | 78e                  |                |                  | 15e          |
| 2021 | 60e           |                      |                | opgave           | 88e          |
| 2022 |               |                      | 92e            | opgave           |              |
| 2023 |               |                      |                |                  |              |

## Ploegen
- 2018 –  Sport Vlaanderen-Baloise
- 2019 –  Sport Vlaanderen-Baloise
- 2020 –  Sport Vlaanderen-Baloise
- 2021 –  Bingoal Pauwels Sauces WB
- 2022 –  Bingoal Pauwels Sauces WB
- 2023 –  Lotto-Dstny
- 2024 –  Lotto-Dstny
- 2025 –  Lotto

Allegaert · Capiot · De Gendt · De Ketele · De Pauw · De Vylder · Declercq · Deltombe · Farazijn · Ghys · Menten · Noppe · Ed. Planckaert · Em. Planckaert · Rickaert · Sprengers · Van Gestel · Van Gompel · Van Hecke · Van Rooy · Verwilst · Warlop
Aniołkowski · Castrique · De Bie · Dupont · Huys · Livyns · Menten · Mertz · Molly ·Paasschens · Paquot · Peyskens · Rex · Robeet · Suter · Vallée · Vanendert · Venner · L. Wirtgen · T. Wirtgen · De Maeght (stagiair) · Desal (stagiair)
Aniołkowski · Blouwe · De Maeght · Desal · Dupont · Lauk · Livyns · Meens · Menten · Mertz · Molly ·Paasschens · Paquot · Peyskens · Rex · Robeet · Tietema (vanaf 1/2) · Tizza · Venner · Viviani (vanaf 21/3) · L. Wirtgen · T. Wirtgen · Desmarets (stagiair) · Dopchie (stagiair)
Adamietz · Beullens · Campenaerts · De Buyst · De Gendt · De Lie · Drizners · Eenkhoorn · Ewan · Frison · Grignard · Guarnieri · Kron · Livyns · Menten · Moniquet · Paasschens · Schwarzmann · Segaert (vanaf 24/2) · Selig · Sepúlveda · Slock · Sweeny · Van de Paar · Van Eetvelt · Van Gils · Van Moer · Vanhoucke (vanaf 15/8) · Vermeersch
Adamietz · Berckmoes · Beullens · Campenaerts · Currie · De Buyst · De Gendt · De Lie · Drizners · Eenkhoorn · Gregaard · Grignard · Guarnieri · Kron · Livyns · Menten · Moniquet · Paasschens · Segaert · Taminiaux · Sepúlveda · Slock · Vandenabeele · Van de Paar · Van Eetvelt · Van Gils · Van Moer · Vanhoucke · Vermeersch